# Lulinha (empresário)
Fábio Luís Lula da Silva (São Bernardo do Campo, 3 de março de 1975), também conhecido como Lulinha, é um biólogo e  empresário brasileiro, filho do presidente Luiz Inácio Lula da Silva.

## Biografia
Fábio Luís é o filho mais velho do presidente da República do Brasil Luiz Inácio Lula da Silva e de sua segunda esposa, Marisa Letícia Rocco Casa. Nasceu pouco tempo antes da posse de Lula como presidente do Sindicato dos Metalúrgicos de São Bernardo. Tem dois irmãos, Sandro Luís e Luís Cláudio, e dois meio-irmãos, Marcos Cláudio e Lurian.[carece de fontes?]
Graduou-se em Ciências Biológicas pela Universidade Paulista (UNIP) e foi monitor do Parque Zoológico de São Paulo.
Em março de 2016, o site O Antagonista divulgou a gravação pela Polícia Federal de uma conversa telefônica entre Renata Moreira e Kalil Bittar, sócio do Lulinha e amigo da família, cujo conteúdo foi usado nas investigações do sítio de Atibaia. Subsequentemente, em maio daquele ano, Lulinha, Renata e a ex-primeira-dama Marisa Letícia ajuizaram indenização contra a União por dano moral.

## Gamecorp
Em 2004, Fábio Luís fundou em parceria com os amigos de infância Fernando e Kalil Bittar, filhos de Jacó Bittar, ex-prefeito de Campinas, conselheiro da Fundação Petrobras de Seguridade Social (Petros) e íntimo de Lula desde a década de 1970 a empresa Gamecorp, fato que suscitou diversas matérias jornalísticas e críticas da oposição ao Governo Lula, levantando-se a denúncia de tráfico de influência e favorecimento na destinação de recursos públicos.
As críticas basearam-se na venda de parte das ações de sua empresa à Telemar, que tem participação de capital público e é a maior empresa de telefonia do Brasil, por R$ 5,2 milhões de reais, sendo que o capital social declarado da empresa era de apenas cem mil reais. Desta forma tornar-se-ia a Telemar acionista minoritária. Com a mediação da consultoria de Antoninho Trevisan, outro velho amigo de Lula, o negócio foi consumado em 2005. A direção da Telemar informou que resolvera investir no diminuto empreendimento baseada em projeções econômicas que não divulgou. E garantiu que só soube que se asssociara a um filho do então presidente depois de consumado o acerto.
A Telemar ainda investiu mais dez milhões de reais na Gamecorp pela produção de programas de televisão.
Em defesa a Fábio Luís, a jornalista Soninha Francine declarou que se tratava de um escândalo falso, com vistas a prejudicar a imagem do Governo Lula através de seu filho. O presidente Lula negou que haja relação entre o sucesso financeiro de Fábio Luís e o fato de ele ser seu filho, comparando seu talento ao do jogador de futebol Ronaldinho: "[…] deve haver um milhão de pais reclamando: por que meu filho não é o Ronaldinho? Porque não pode todo mundo ser o Ronaldinho."
Em razão da matéria publicada em 25 de outubro de 2006 sobre os seus negócios, Fábio Luís entrou com uma ação judicial contra a revista Veja.

### Venda de participação
Lulinha e seus sócios, Fernando e Kalil Bittar, anunciaram em maio de 2020 a venda de 70% das ações da Gamecorp para o empresário Walther Abrahão Filho. O valor da transação não foi divulgado publicamente.

## Viagem à Antártica
Em fevereiro de 2008, Fábio Luís viajou ao lado do pai e de sua comitiva até a estação brasileira na Antártica; a notícia repercutiu boatos de que os custos de sua estada seriam bancados por dinheiro público; porém, logo em seguida, a Secretaria de Comunicação do Palácio do Planalto esclareceu que as despesas de Fábio Luís com hotel seriam pagas de seu próprio bolso. Além disso, a Secretaria explicou que Fábio Luís viajou à Antártica por interesse científico.

## Passaportes diplomáticos
No final de 2010, a Folha de S.Paulo revelou que familiares do ex-presidente Luiz Inácio Lula da Silva, incluindo Fábio Luís, tinham recebido passaportes diplomáticos pelo Ministério das Relações Exteriores, popularmente chamado Itamaraty.  O jornal apurou que os documentos haviam sido emitidos "em caráter excepcional" e por haver "interesse do país".
Em novembro de 2013, a Justiça cancelou o passaporte diplomático concedido a Fábio Luiz. A decisão foi do juiz Jamil Rosa de Jesus Oliveira.

## Operação Lava Jato
Em outubro de 2015 foi noticiado pela imprensa brasileira que Fernando Soares, conhecido como Fernando Baiano, afirmou em delação premiada para a Operação Lava Jato ter pago cerca de R$ 2 milhões em despesas pessoais de Fábio Luís Lula da Silva, o Lulinha, primogênito de Lula. Essa informação foi desmentida cerca de um mês depois, em 8 de novembro de 2015, pelo autor da matéria original, Lauro Jardim, e em seguida por outros veículos da imprensa.
No dia 27 de novembro de 2015, um relatório da Polícia Federal, segundo foi publicado na imprensa, informou que o trabalho de consultoria que rendeu R$ 2,5 milhões a Luís Cláudio Lula da Silva, filho mais novo do ex-presidente Luiz Inácio Lula da Silva, foi baseado em “meras reproduções de conteúdo disponível na rede mundial de computadores, em especial no site do Wikipedia, e que não há nada em suas negociações que vá em contrário da lei”.

## Notícias falsas
Lulinha está entre os maiores alvos de fake news no Brasil (segundo a revista Veja, o presidente Lula é o maior alvo de notícias falsas no Brasil). Dentre algumas que se destacam, ele é acusado de embolsar R$ 317 milhões da empresa Gamecorp, de ter comprado a maior fazenda do mundo em Goiás (no valor de R$ 4 bilhões), de possuir uma Ferrari banhada a ouro (o veículo, na verdade pertencente ao príncipe saudita Turki bin Abdullah)  e de ter um luxuoso avião a jato de R$ 50 milhões. Todas as notícias, que são falsas, foram acusadas de serem divulgadas por sites ou políticos ligados a partidos de oposição .